# John Smith (atleta)
John Walton Smith (Los Angeles, 5 agosto 1950) è un ex velocista statunitense, specializzato nei 400 metri piani.

## Biografia
Nel 1970 vinse ai campionati nazionali statunitensi la gara sulle 440 iarde (402,34 m) e si confermò l'anno seguente stabilendo, con il tempo di 44"5, la miglior prestazione mondiale sulla distanza.
Sempre nel 1971, ai Giochi panamericani, vinse l'oro sia nella gara individuale dei 400 m piani che nella staffetta 4×400 m.
Qualificatosi ai trials per i Giochi olimpici di Monaco di Baviera 1972, si infortunò durante la finale dei 400 m vinta dal suo connazionale Vincent Matthews davanti all'altro statunitense Wayne Collett. L'infortunio gli impedì di prendere parte alla gara di staffetta, alla quale peraltro la squadra statunitense non partecipò in seguito all'espulsione di Matthews e Collett per il loro gesto di protesta contro il razzismo al momento della premiazione della gara individuale.
Dopo essersi ritirato dalle competizioni divenne un apprezzato allenatore: ha avuto tra i suoi allievi Maurice Greene, Ato Boldon e  Jaysuma Saidy Ndure.

## Palmarès
| Anno | Manifestazione      | Sede   | Evento      | Risultato | Prestazione | Note |
| ---- | ------------------- | ------ | ----------- | --------- | ----------- | ---- |
| 1971 | Giochi panamericani | Cali   | 400 m piani | Oro       | 44"60       |      |
| 1971 | Giochi panamericani | Cali   | 4×400 m     | Oro       | 3'00"63     |      |
| 1972 | Giochi olimpici     | Monaco | 400 m piani | Finale    | dnf         |      |